# フランク・ステファンソン
フランク・ステファンソン（Frank Stephenson、1959年 - ）は、モロッコ出身のアメリカ人カーデザイナー。ミニ、フィアット、アルファロメオ、フェラーリ、マクラーレンのデザインで知られる。
2008年、Autoblogに「現在最も影響力のあるカーデザイナー」と評された。

## 略歴
1959年10月3日、アメリカ市民権を持つノルウェー人の父とスペイン人の母の間に生まれた。父親の仕事の関係で数カ国を転居するが、スペインのマラガに住んでいた時、父親は短期間であるが自動車販売店を経営している。1970年から1977年までトルコのイスタンブルに住んだ後、スペインマドリードで高校時代を過ごし、高校卒業後の6年間を専らモトクロス競技選手として過ごした。子供の頃よりバイクに興味を持っており、自動車への関心はカーデザインに及び1983年から1986年までカリフォルニア州パサデナのアートセンター・カレッジ・オブ・デザインで学ぶこととなる。
幼少期の転居の結果、英語（米語）・イタリア語・ドイツ語・スペイン語を話すことができる。
2010年より「Debretts People of Today」に情報が掲載されている。

## 経歴

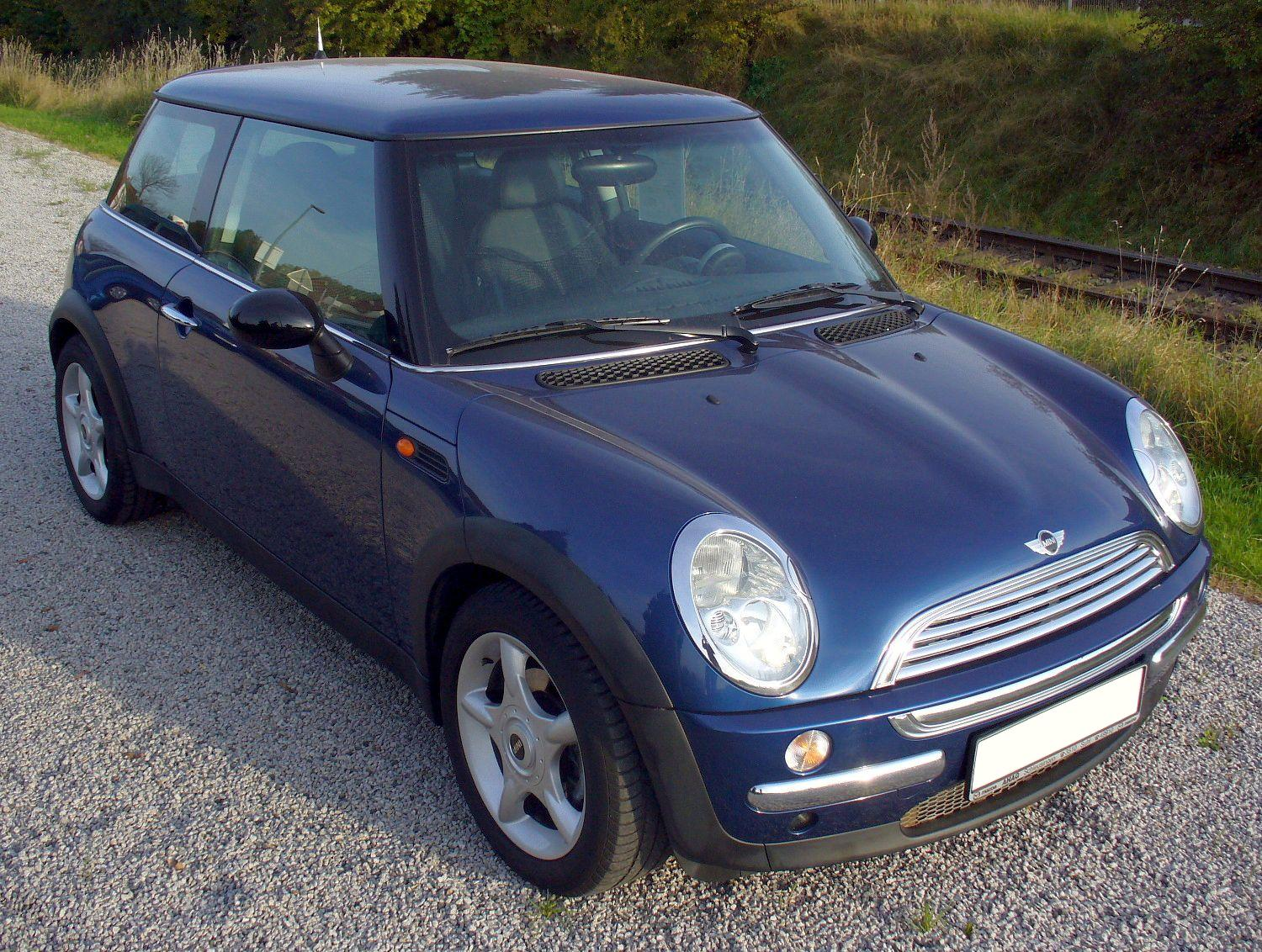
ミニ・ハッチバック

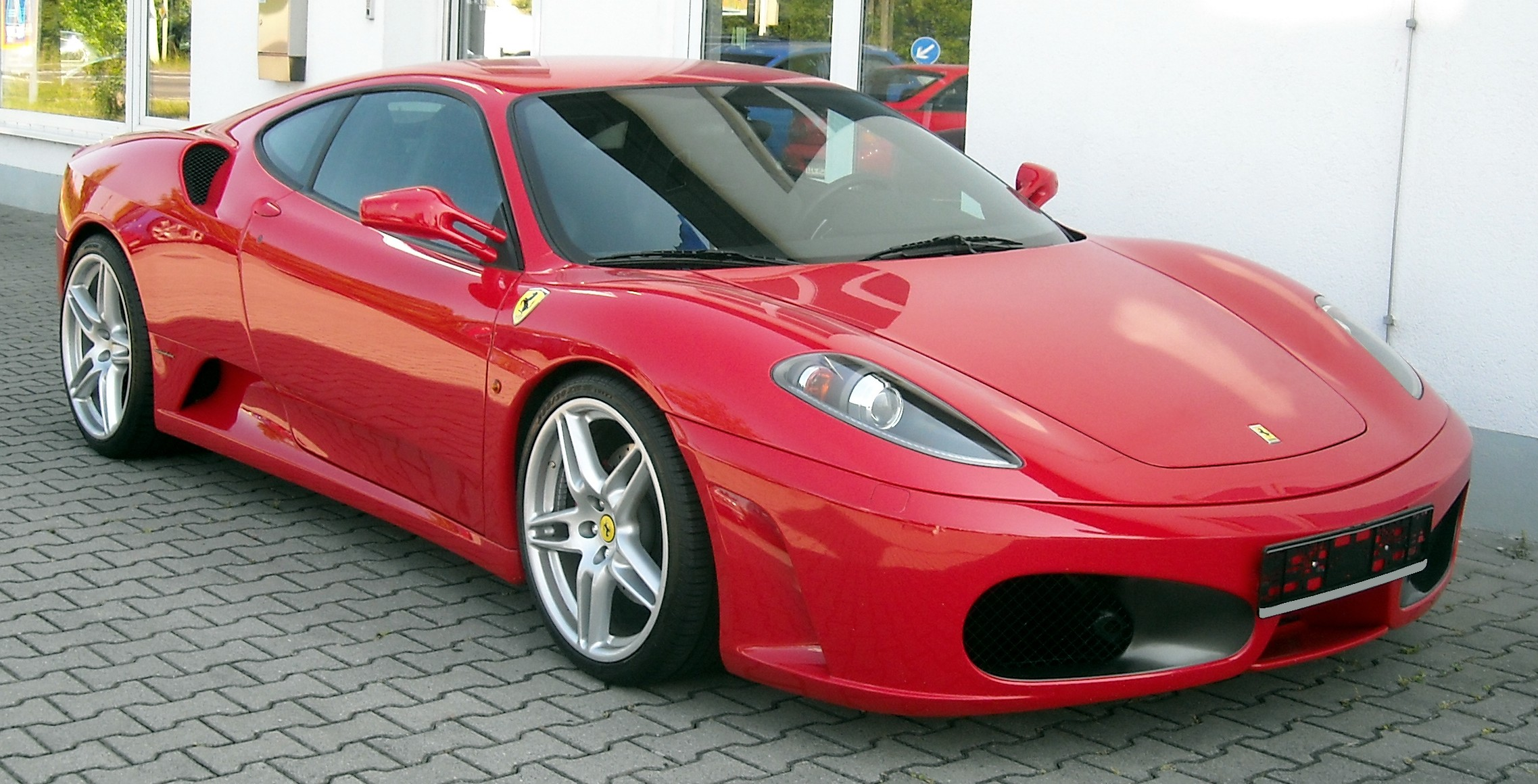
2006 フェラーリ・F430

デザイナーとしての経歴は、ヨーロッパの最も有名な自動車会社数社に亘る。
その経歴はドイツケルンにあるフォードのデザインスタジオでのフォード・エスコートRSコスワースの特徴的な二段リアスポイラーといくつかのデザインに始まる。その後、11年間所属し最終的に筆頭デザイナーの地位に収まるBMWへと移籍する。そこで2001年、ニュー・ミニとして賞を受けることになるミニ・ハッチバック（一般的にミニ、ミニ・クーパー、ミニ・ワンとして知られる車）の一新したデザインを手がける。新生ミニは新世代「ミニ」ブランドを体現するモデルとして北米・カー・オブ・ザ・イヤー2003を受賞する。BMWに所属する間にBMW・X5のデザインも行っている。2002年7月、フィアットに移籍すると、フェラーリ－マセラッティのコンセプト・デザインと開発の責任者に任命された。フェラーリとの仕事は、マセラティ・MC12とフェラーリ・F430のデザインが含まれる。また、ピリンファリーナでマセラティ・クアトロポルテ、フェラーリ・612スカリエッティのデザインを指揮した。フェラーリでの成功は、2005年2月22日イタリアトリノにあるフィアット、ランチア、商用車等を手掛けるスタイリングセンター・カンパニー長に指名されることとなる。苦境下にあるフィアットブランドの再構築を託され、フィアット・プント、フィアット・ブラーボ/ブラーヴァのスタイリングを指揮し、ロベルト・ジョリートがデザインし2004年に発表されたコンセプト・カー「トレピウーノ」を市販車フィアット・500に向けたデザインの手直しを行った。2007年7月、ドナート・ココがフィアットでもとの地位を回復すると、ヴォルフガング・エッガーの後任としてアルファロメオスタイリングチーフに就任した。
2008年4月にフィアットを離れ、マクラーレン・オートモーティブのデザイン責任者に就任、新しいデザイン言語でP1と新たな車の監督をすることとなる。
2017年5月、マクラーレン・オートモーティブを離れる。一時はBMWに復帰しミニの新デザインを担当すると言われたが、BMWはオリバー・ヘイルマーを主任デザイナーとした。フランク・ステファソン自身のLinkedInプロフィールによると個人デザイン事務所「Frank Stephenson Design Studio」の名前が見られる。
2018年、ドイツのスタートアップ企業「Lilium Aviation」はフランク・ステファソンが製品デザインのトップに就任したと発表をしている。

## デザインスタイル

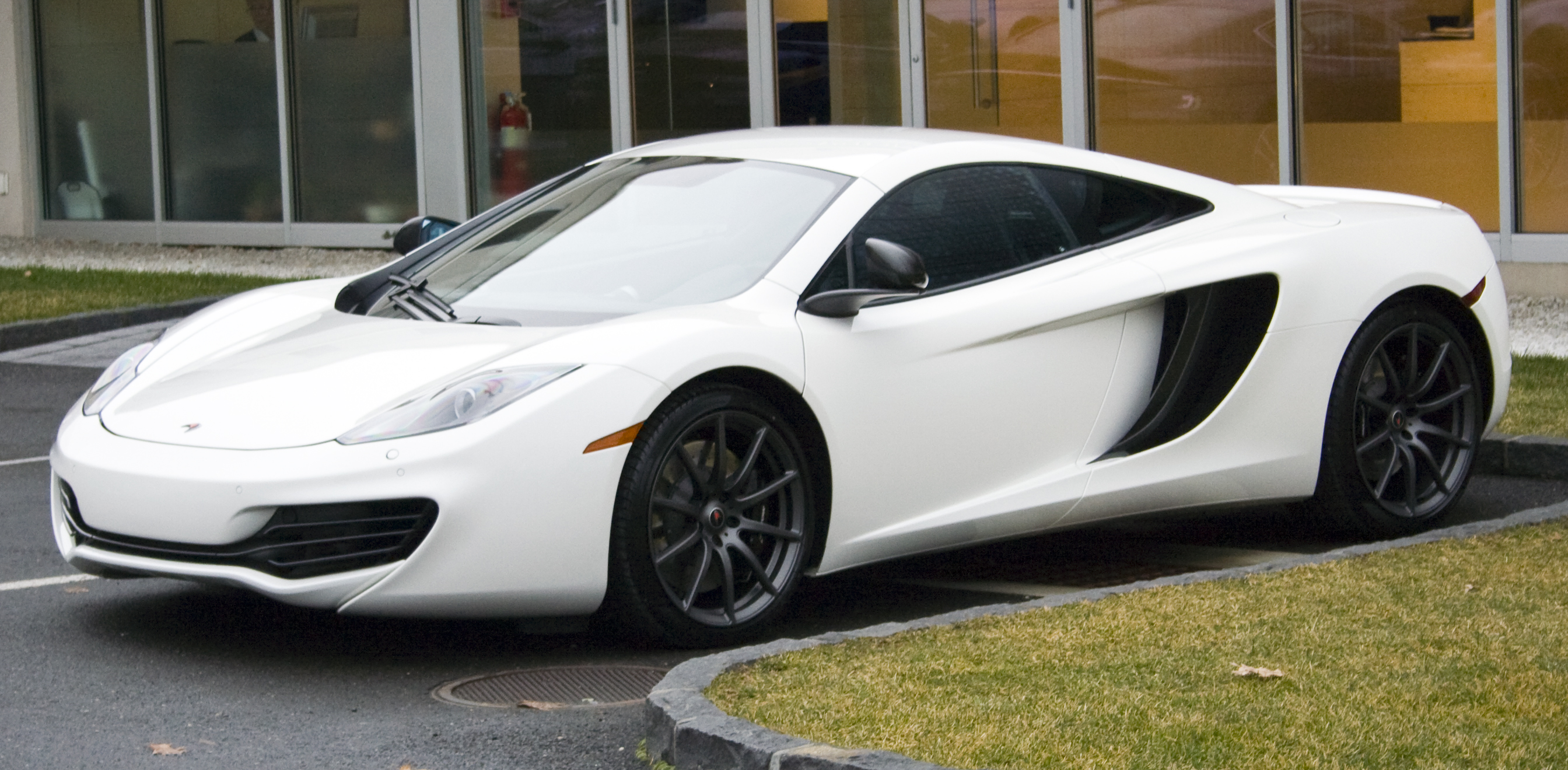
マクラーレン MP4-12C

インスピレーションを受けるとその場所がどんなところであろうと常にスケッチしているとステファソンは言う。彼は、「退屈することなんて無い」と付け加る、そして何でもない道を歩いているときでさえ「歩道を歩いていても、様々なタイル、標識のイラスト、常に（自分だけではなく）みんなを奮起させる何か」によってインスピレーションを受けると言う。マクラーレンにある彼のオフィスはおもちゃでいっぱいだ。このことについて「多くのデザイナーの活力になっている、（取材をすれば）彼らがおもちゃに囲まれていると気づくはずだ」と言っている。また、バイオミメティクスと言う言葉を使い、デザインの参考に動物の世界にも目を向けていると言う。生物学と進化に対する心からの情熱があり「製品の自然な本質を見つけ、それ（自然な本質）がなるようにまかせる」ように努めていると言う。
ステファソンのデザインの過程は、スケッチに始まりコンピュータグラフィックス、クレイモデル、最終的にテストモデルに至る。クレイモデルを使用することは変化を感じることが出来、表面がすっかり出来上がったか、もう少し手を入れることが必要かを感じることが出来ると言う。「見るのでは無く感じるのだ、感じることによってそのデザインが正しいのか正しくないのか感じ取ることが出来る」と言い、車を目で見ること無くデザイン出来るという。

## 年表
- 11年間BMWに在籍し、BMW・X5、BMW MINI等を手掛ける。
- 2002年、MINIのデザインが評価されフィアットに移籍。マセラティ・MC12、フェラーリ・F430を手掛ける。またピニンファリーナでの仕事としてマセラティ・クアトロポルテ、フェラーリ・612スカリエッティ、フェラーリ・599GTBフィオラノのデザインを指揮。
- 2005年、トリノにあるフィアット、ランチア、商用車等を手掛けるスタイリングセンターセンター長にドナート・ココの後任として就任。
- 2007年、ウォルフガング・イーガーの後任としてアルファロメオスタイリングチーフに就任。
- 2008年4月、マクラーレンに移籍し、同社スタイリングディレクターに就任。マクラーレン・MP4-12Cを手掛ける。

## 手掛けた車

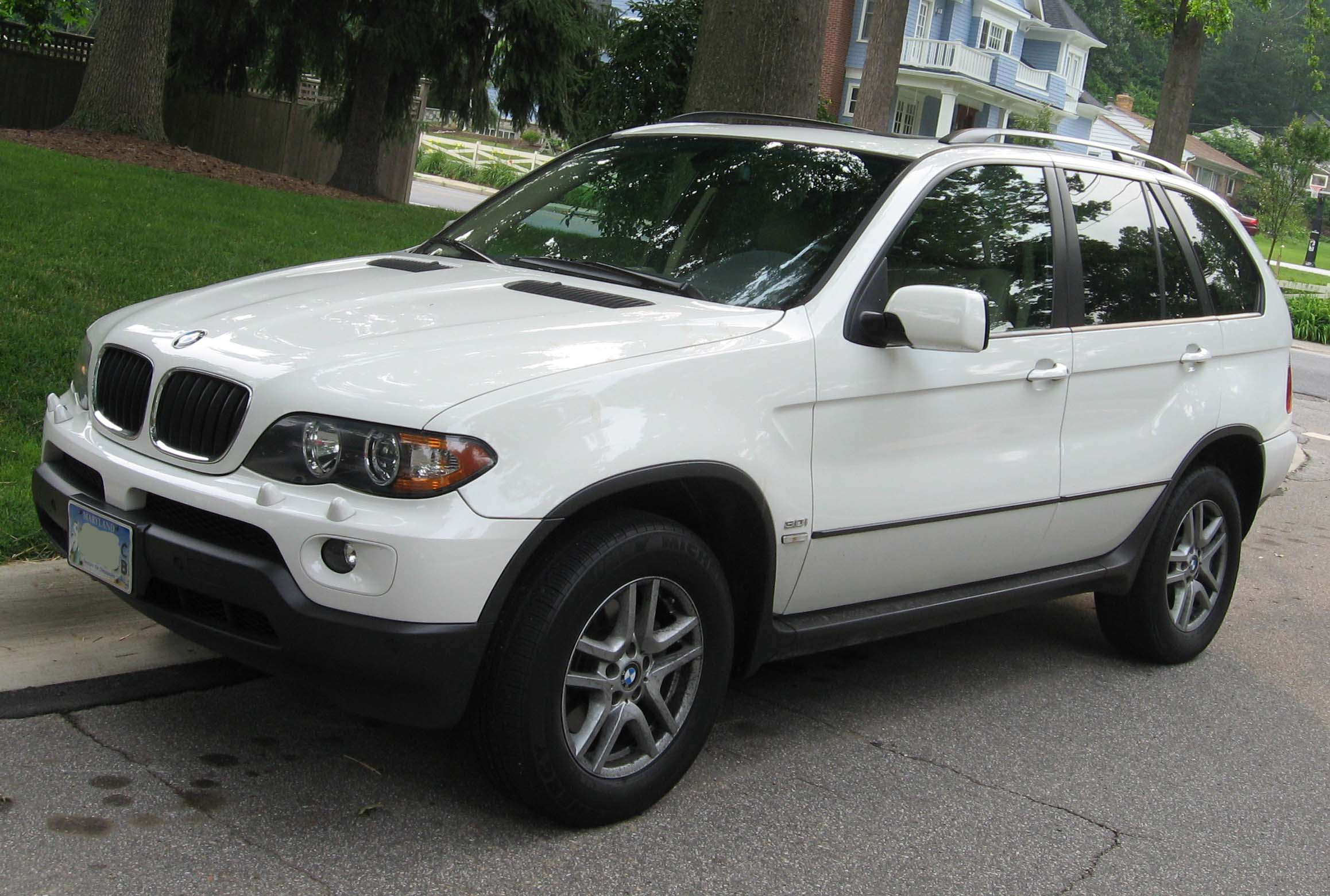
BMW・X5
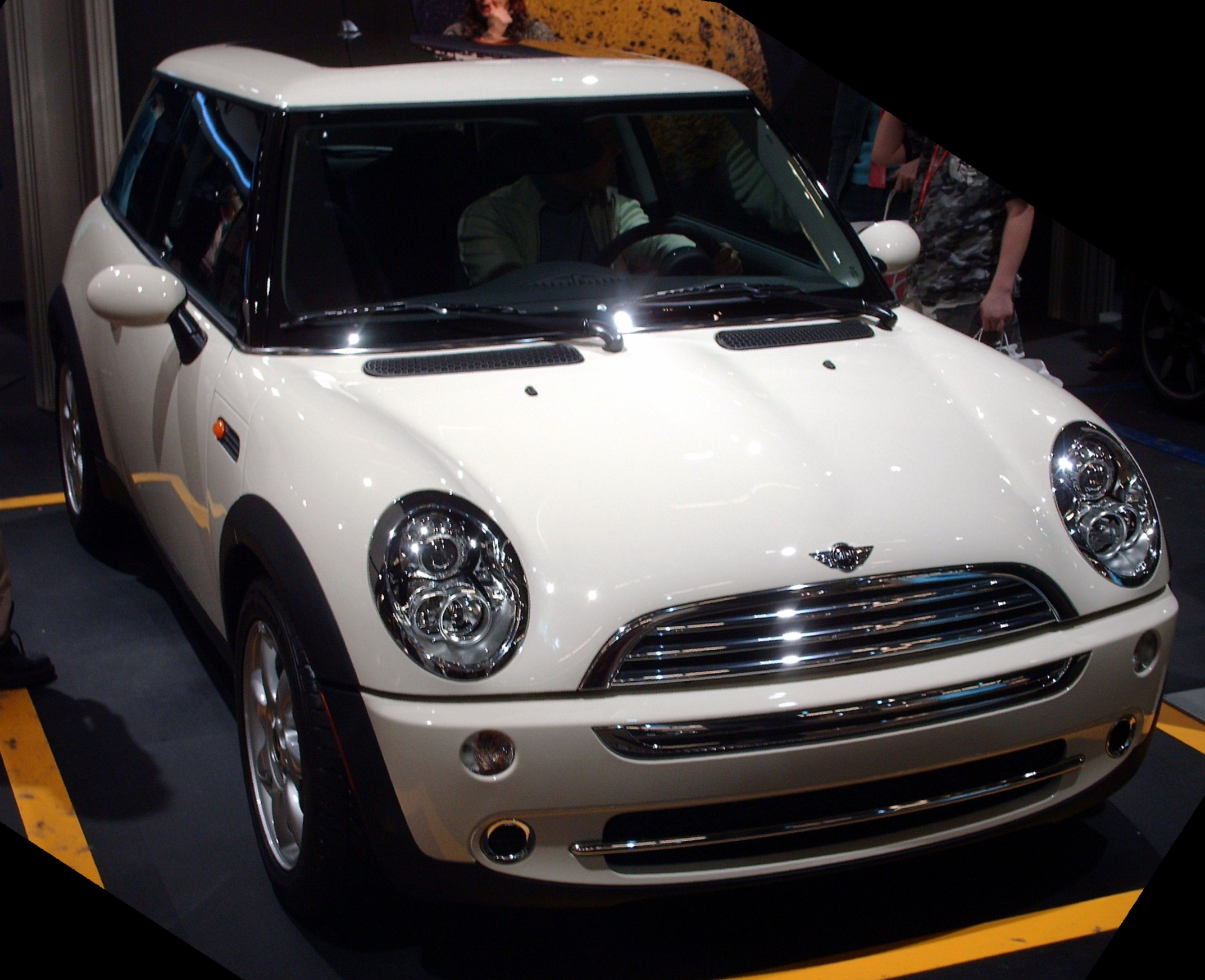
BMW MINI
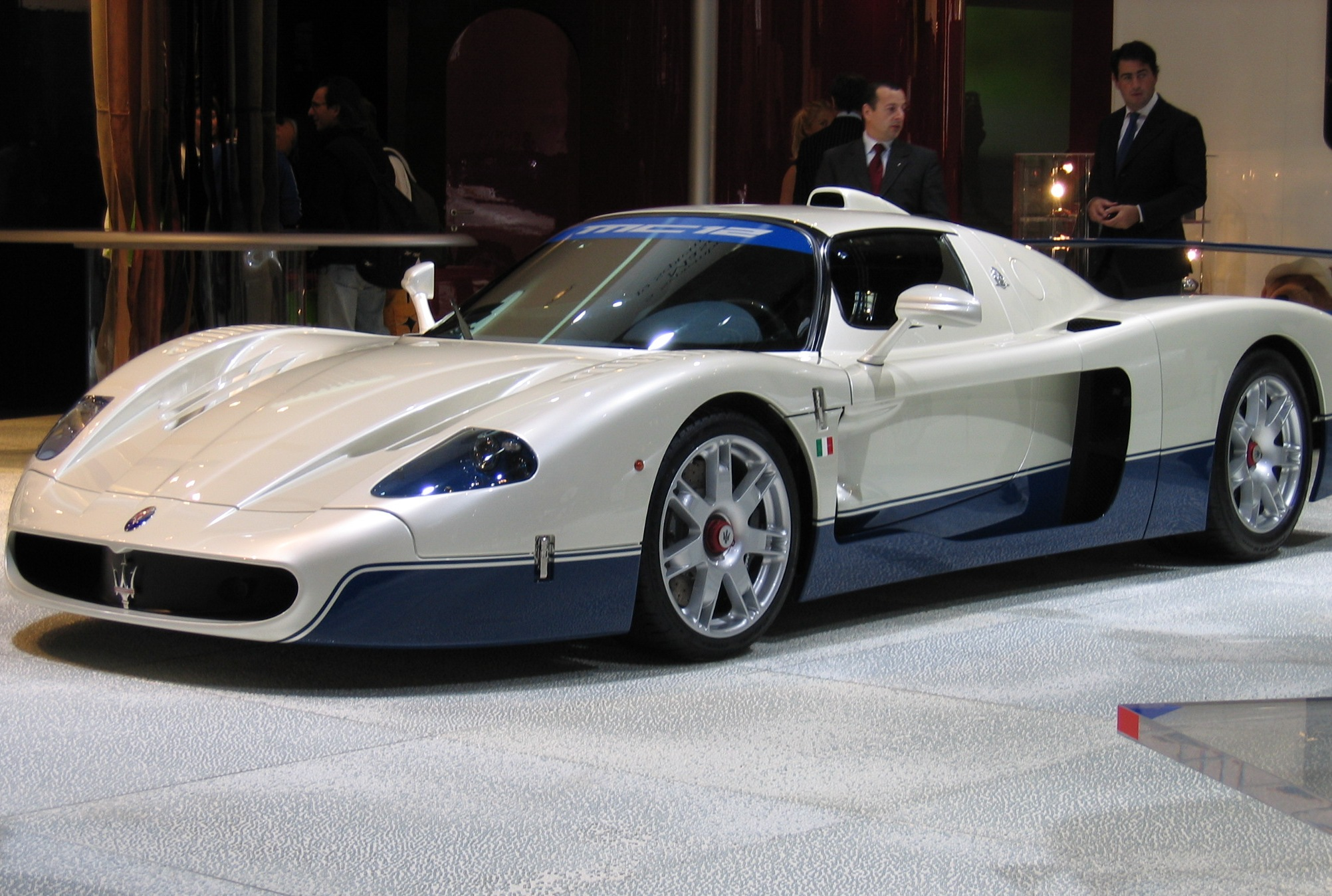
マセラティ・MC12
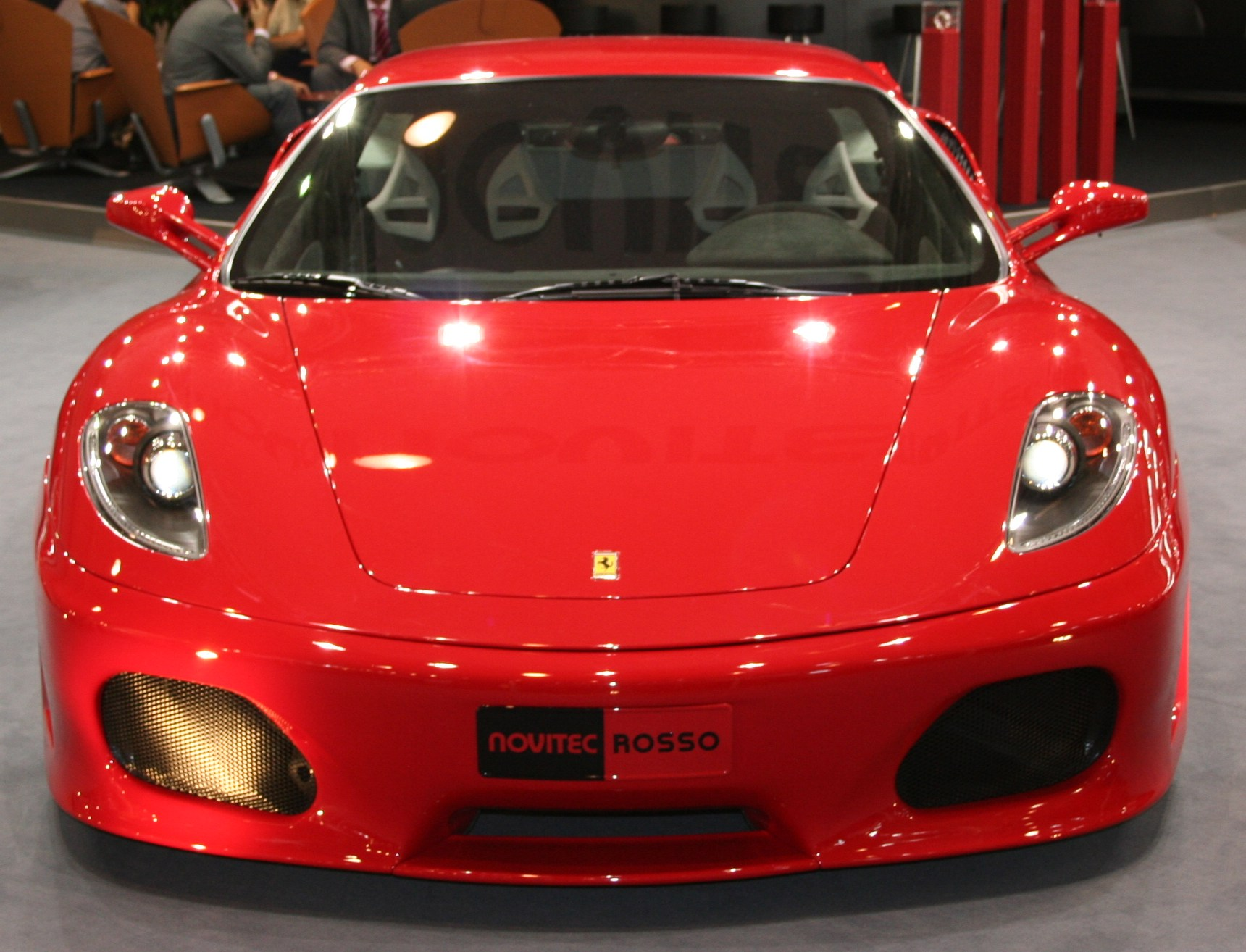
フェラーリ・F430
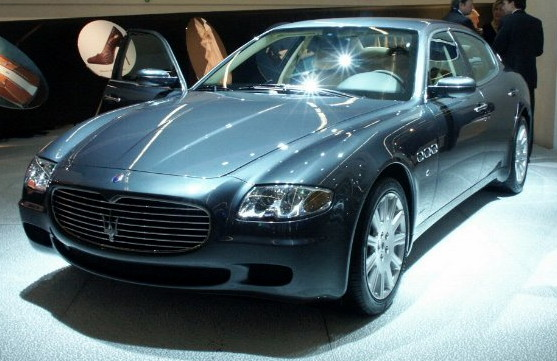
マセラティ・クアトロポルテ
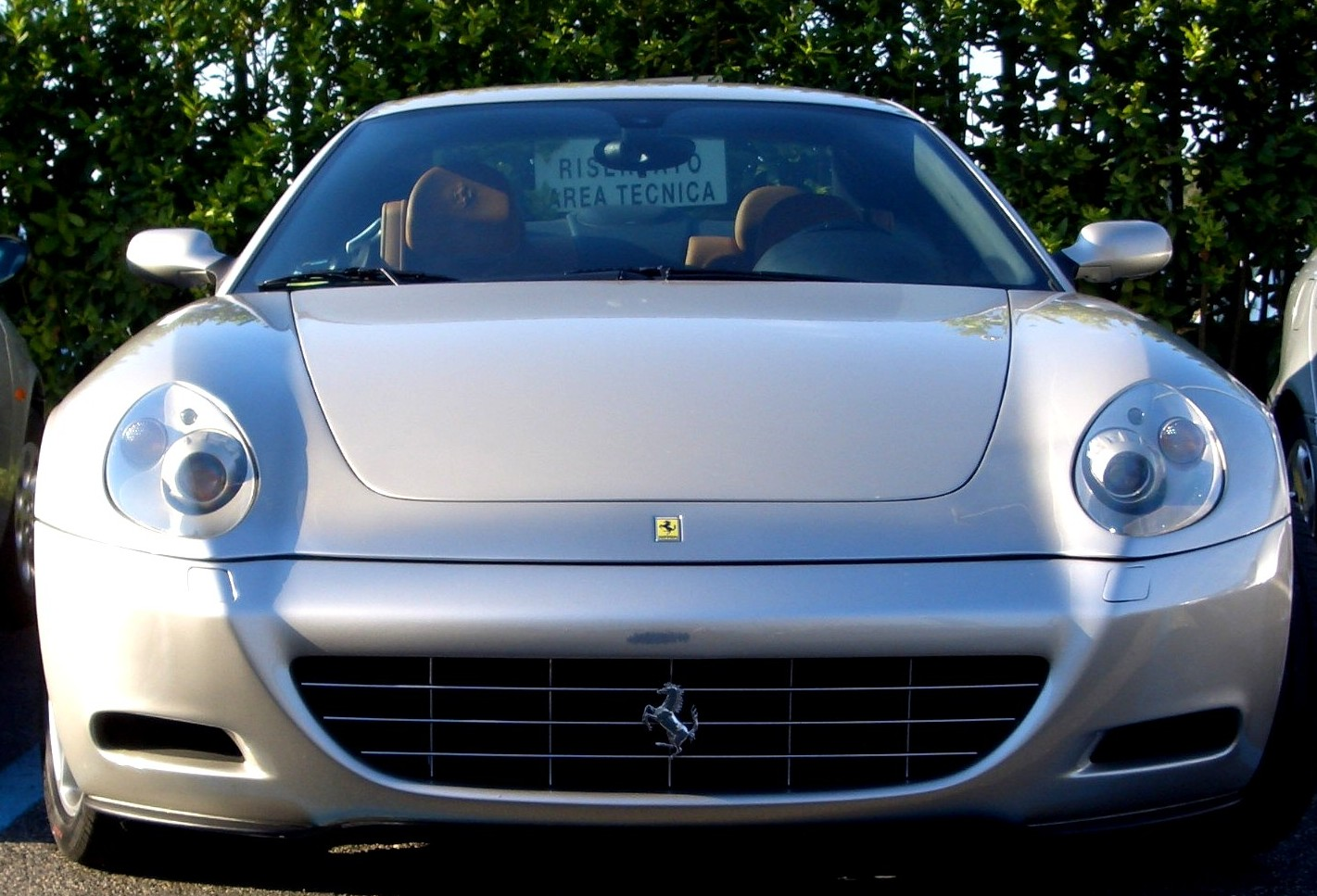
フェラーリ・612スカリエッティ
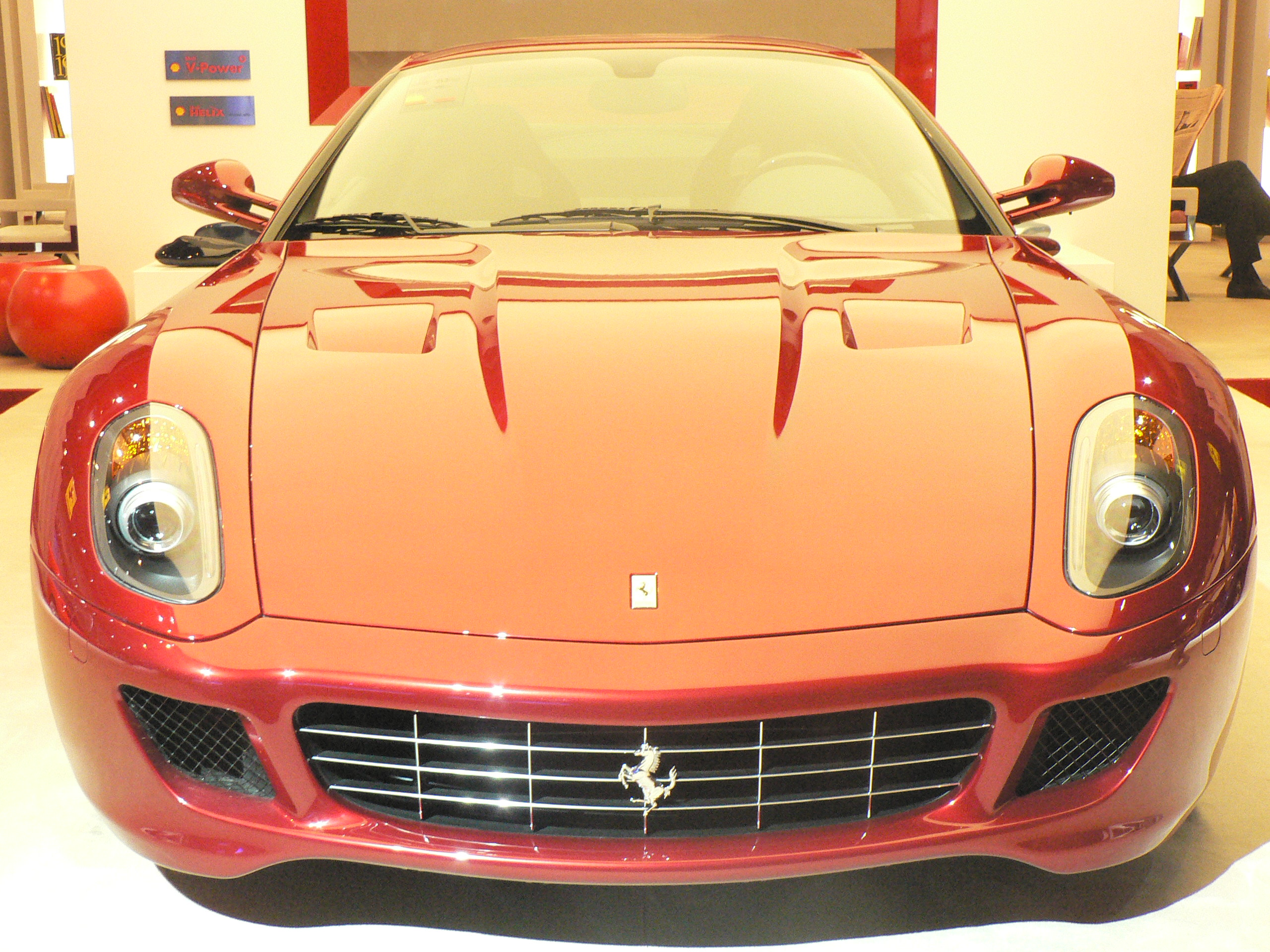
フェラーリ・599GTBフィオラノ
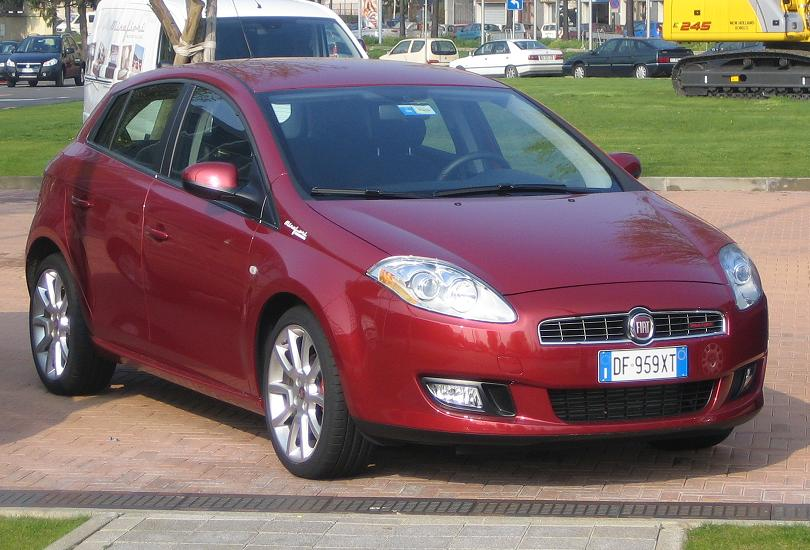
Fiat Bravo